# Bonarda
Le bonarda est un cépage rouge.
Il existe plusieurs types connus de bonarda dont trois sont utilisés en Italie et un en Argentine :
- Le bonarda piemontese, hybride du gattinara, du ghemme, du nebbiolo et du croatina ;
- le bonarda de Lombardie et d'Émilie-Romagne se nomme uva rara ;
- le bonarda di gattinara serait en fait le croatina ;
- le bonarda argentin, n'ayant aucun lien de parenté avec les précécents.

Il existe aussi des clones, tel le bonarda novarese.

## Histoire
En 1970, l’ampélographe français Paul Truel découvrit, lors d’un voyage à Mendoza, que ce cépage était en fait le corbeau, appelé aussi douce noire et charbonneau. Il est courant en Savoie. Il est parfois affirmé que le dolcetto nero utilisé en Italie serait le même cépage, mais cette assertion est disputée. D’Argentine, le bonarda a ensuite été exporté en Californie, où on l’appelle charbono.

## Synonyme
Corvina, Croatta, Croattina, Crovattina, Crovettina, Uga del zio, Neretto, Uva Vermiglia, Nebbiolo di Gattinara, Bonarda di Rovescala, Bonarda Grossa

## Production et utilisation
Le bonarda est le cépage rouge le plus cultivé en volume en Argentine en 2006, tandis qu'en termes d'hectares, le malbec est davantage cultivé. Il est surtout utilisé pour produire des vins de table. Toutefois, on commence à en faire des vins de qualité, le raisin devant pour cela être amené à pleine maturité.
Les appellations où entre en assemblage le bonarda sont : 
Émilie-Romagne
- Colli di Parma - 25÷40 %
- Colli di Scandiano e di Canossa - 0÷15 %
- Colli Piacentini - 30÷45 % (Gutturnio)

Lombardie
- Oltrepò Pavese - 25÷65 %, 85÷100 % (avec mention du cépage)
- San Colombano al Lambro - 30÷45 %

Piémont
- Bramaterra - 20÷30 %
- Cisterna d'Asti - 80÷100 %
- Colline Novaresi - 0÷30 %, 85÷100 % (avec mention du cépage)
- Coste della Sesia - min. 50 %, 85÷100 % (avec mention du cépage)